# Нитроглицерински експлозиви
Нитроглицерин је високо експлозивна хемијска супстанца, позната по својој примени у динамитима и разним индустријским експлозивима. Његова хемијска формула је C₃H₅N₃O₉. Откриће нитроглицерина приписује се Асканију Собреру 1847. године. Да би се смањила осетљивост нитроглицерина а уједно повећала осетљивост неких експлозива дошло је до мешања нитроглицерина са појединим врстама експлозива као на пример: динамит, балистит, кордит, гелигнит, витезит и другим, па су тако настали нитроглицерински експлозиви као на пример: минерска желатина, желирани витезит, желигнит, динамит и други.
Нитроглицерински експлозиви као главни састојак имају преко 80% желиране смеше нитроглицерин-нитрогликол, као и друге органске и неорганске компоненте у мањем проценту.

## Минерска желатина
Минерска желатина (праскава желатина) је најснажнији нитро-глицерински експлозив са брзином детонације 7800 m/s, температуром експлозије 4.210 °C (7.610 °F; 4.480 K) и радном способношћу 520 m³ (по Трауцлу). Састоји се од 92-94% нитроглицерина и 6-8% колодијум памука, који у овом односу дају прозирну, жилаву желатинску масу, жутомрке боје. Незнатно је осетљива према влази. Врло је стабилна у магацину.

## Жилерини витезит
Желирани витезит је најјачи привредни експлозив. По својим карактеристикама близак је минерској желатини. Састоји се од преко 80% желиране смеше нитроглицерин-нитрогликол и неких органских и неорганских компоненти у мањем проценту. Врло је отпоран на влагу и високу температуру, па се може користити и за минирање под водом. С обзиром на висок садржај нитроглицерина врло је осетљив на ударе и трење. Иницира се рударском капислом. Употребљава се за минирање најтврђих стена и руда и у специјалне сврхе.

## Динамит
Динамити се састоје од жалираног нитроглицерина са спршеним натријум нитратом или амонијумнитратом уз додатак калијумперхлората, нитротела, дрвеног брашна и др. Пластични су, али мање еластични и жилави од минерске желатине. Према садржају нитроглицерина (63,5±10%) разликују се: динамит 1 и динамит 5. Динамит 1 има брзину детонације 6.500 m/s, радну способност 397 cm³ (по Трауцлу). С обзиром да је снажнији од динамита 5 чешће се употребљава. Смрзавање је општи недостатак динамита, који почиње на +11 °C или +8 °C и наниже напредује прилично брзо. Смрзнути динамит је врло осетљив на ударе и трење, па је сувише опасно да се у таквом стању користи. Уз то смрзнути динамит непотпуно детонира и развија отровне гасове. Смрзавање се спречава држањем динамита на умерено топлом месту, за ста су нарочито погодни подземни магацини. Такође, нарочитим додацима (динитрохлоридин и др.) смрзавање се може потпуно избећи, при чему се такви динамити означавају као тешко смрзавајући. Смрзнути динамит се квари загревањем у металном суду постављеном у врућу воду. Динамит се употребљава за минирање стена и руда различите тврдоће, зависно од врсте динамита.

## Желигнит
Желигнити су желирани нитроглицерински експозиви са садржајем 34-72% мешавине нитроглицерин-нитрогликол уз додатак спрашеног калијум нитрата или натријум нитрата и целулозних материјала. Одликује се великом густином, знатном брзином детонације, добром хемијском стабилношћу, добром постојаношћу према влази и др. Услед садржаја нитрогликола подносе ниже температуре, без штетних последица. Састав продуката експозије је повољан. Употребљава се, зависно од релативне снаге, за минирање тврдих, средње тврдих и меких стенских материјала, под земљом и на површини.

## Физичко-Хемијска својства нитроглицеринских експлозива
Нитроглицерински експлозиви су експлозивне смеше које користе нитроглицерин као основну компоненту. Ови експлозиви су значајни због своје велике снаге и ефикасности.
Врсте нитроглицеринских експлозива:
- Динамити: Најпознатији облик, изумљен од стране Алфреда Нобела. Динамит је стабилизован додавањем апсорбената као што су диатомит или пиљевина, што омогућава безбедније руковање.
- Гелигнити: Такође познати као "желатинозни динамити", садрже нитроглицерин, нитроцелулозу и друге стабилизаторе који дају већу еластичност и отпорност на влагу.
- Балистит: Смеша нитроглицерина и нитроцелулозе, развијена као бездимни барут. Користи се у војсци за муницију.

Процес производње:
- Нитрација: Нитроглицерин се добија нитрацијом глицерола помоћу мешавине сумпорне и азотне киселине. Овај процес је пажљиво контролисан због опасности од експлозије.
- Стабилизација: Додавање инертних материјала или других стабилизатора како би се смањила осетљивост на ударце и трење.

Хемијска својства:
- Експлозивна сила: Врло велика, јер нитроглицерин брзо ослобађа гасове под високим притиском и температуром.
- Осетљивост: Чисти нитроглицерин је врло осетљив, али у стабилизованим облицима његова осетљивост је знатно смањена.

Употреба:
- Грађевинарство: Употребљавају се у тунелоградњи, ископавању и разним грађевинским радовима.
- Рударство: Користе се за разбијање стена и других материјала.
- Војна примена: Користе се у разним војним експлозивима и муницији.

Безбедност и складиштење:
- Складиштење: Захтева хладне, суве и стабилне услове. Потребно је користити специјалне контејнере отпорне на ударце.
- Руковање: Потребно је пажљиво руковање и обука како би се избегле несреће.

Историјски утицај:
- Нитроглицерински експлозиви су омогућили велике напретке у индустрији и војсци. Нобелу су донели богатство и инспирисали га да успостави Нобелову награду.